# Gabriel Mbega Obiang
Gabriel Mbega Obiang Lima (ur. 1975) – polityk z Gwinei Równikowej.
Syn prezydenta Obianga Nguemy Mbasogo i jego drugiej żony, pochodzącej z Wysp Tomasza i Książęcej Celestiny Limy. Studiował ekonomię na Uniwersytecie Alma Dallas w Teksasie. W sektorze naftowo-gazowym pracuje od 1997, jest członkiem rad nadzorczych rozmaitych państwowych spółek gwinejskich z tej branży (w tym Sonagas, Segesa oraz GEPetrol). Ma znaczący wpływ na kształtowanie polityki w zakresie wydobycia paliw kopalnych w Gwinei. Piastował rozmaite funkcje w ministerstwie górnictwa i surowców energetycznych (minister delegowany, wiceminister, sekretarz stanu), doradzał również prezydentowi Republiki w tej materii. 21 maja 2012 został mianowany ministrem górnictwa i paliw kopalnych. Stanowisko zachował podczas rekonstrukcji gabinetu w 2016, jak również w 2020.
Czasami opisywany jako władca przemysłu naftowego w Gwinei Równikowej, kontroluje proces przyznawania koncesji na wydobycie ropy. Ocenia się, że ma bezpośredni wpływ na eksploatację złóż rzędu około pół miliona baryłek dziennie. Znany z zamiłowania do luksusu i częstych podróży zagranicznych, uznawany jest za drugiego najbogatszego człowieka w kraju, zaraz po  swoim ojcu. Pozostaje w napiętych stosunkach ze swoim starszym bratem przyrodnim, wiceprezydentem Teodorínem Nguemą Obiangiem, rywalizując z nim, czasem nawet publicznie, o władzę i wpływy. Kieruje jedną z organizacji młodzieżowych rządzącej Partii Demokratycznej (PDGE), zasiada we władzach regionalnych tego ugrupowania w stołecznym Malabo.
Jego teściem jest wojskowy, dyplomata i polityk Florencio Mayé Elá.